# Cyptonychia pseudovarra
Cyptonychia pseudovarra là một loài bướm đêm trong họ Noctuidae.